# Anarada
Lʾanarada è una creatura immaginaria, spesso di aspetto mostruoso, la cui credenza è diffusa nella Calabria greca (Bovesia).

## Aspetto, origine ed etimologia
Il termine anarada o nadara è riconducibile al greco moderno νεράιδα (specie di fata) e alle forme dialettali ανεράδα e αναράδα. Il termine deriva dal greco classico νηρείς -δος indicante la ninfa marina (nereide), tuttavia la voce grecanica si riferisce ad una creatura ben diversa che si aggira nei boschi: un fantasma, ma anche un essere dall'aspetto di donna coi piedi di mula, inoltre secondo la tradizione si nutrirebbe divorando la gente. L'ambiente in cui si dice che queste creature vivano le avvicina piuttosto alle ninfe Oreadi e Orestiadi (delle montagne) o alle Driadi e le Amadriadi (degli alberi) che alle Nereidi.

## Testimonianze letterarie
Traduzione:
Da Testi neogreci di Calabria (TNC), pp. 300-301.